# Laura Bertram
Laura Maureen Bertram (ur. 5 września 1978 w Toronto) – kanadyjska aktorka.
Wystąpiła m.in. w Dear America..., So Far From Home, Ready Or Not, Owoce miłości (Seasons Of Love), Andromeda, Third Eye i Czy boisz się ciemności? (Are You Afraid Of The Dark). Do najbardziej znanych i znaczących zaliczają się jednak: Nocne tornado (Night of the Twisters) i Platinum. W teatrze obsadzono ją w głównej roli w Kopciuszku i Mario The Wizard.
Za swoje kreakcje aktorskie otrzymała już dwie nagrody Gemini, do której była trzykrotnie nominowana. Aktorstwo wybrała jako kontynuację swoich występów w Canadian Children's Opera, gdzie prezentowała również swoje zdolności wokalne.